# Księga niepokoju
Księga niepokoju (port. Livro do Desassossego) – utwór Fernanda Pessoi, przypisany przez autora jednej z kilkudziesięciu jego fikcyjnych tożsamości (heteronimów) – Bernardowi Soaersowi (urzędnikowi z Lizbony). Nie został opublikowany za życia autora, przetrwał w formie kilkuset luźnych fragmentów i ukazał się po raz pierwszy w 1982 roku.  
Poeta spisał utwór częściowo ręcznie, a częściowo na maszynie. Stworzone przez niego fragmenty nie są ze sobą powiązane, zostały przez badaczy przyporządkowane bądź na podstawie sygnatur odautorskich, wskazujących fragmenty przeznaczone lub być może przeznaczone do „Księgi niepokoju”  („L. do. D”. lub „L. do. D?”), a także (jeśli brakowało sygnatur) na podstawie stylu.